# Rugby Club Toulonnais
Il Rugby Club Toulonnais è una società sportiva francese di rugby che partecipa al Top 14, la massima serie di rugby francese.
Ha conquistato quattro volte il titolo di Campione di Francia (1930-31, 1986-87, 1991-92, 2013-14). 
È stato il primo club europeo a vincere tre volte consecutive la Champions Cup (2012-13, 2013-14, 2014-15). Nel 2014, vincendo anche il quarto titolo di campione di Francia, ottenne una storica doppietta Coppa Europa-Campionato.
Gioca le partite allo Stade Mayol di Tolone dal 1920. I colori sono il rosso e il nero.

## Storia
Il Rugby Club Toulonnais venne fondato il 3 giugno 1908 dalle ceneri di un club basato nelle vicinanze de La Seyne-sur-Mer. Il club impiegò 23 anni per raggiungere la vetta del [rugby francese: nel 1931 vinse il suo primo campionato  contro il Lyon Olympique Universitaire (6-3, 2 mete a 1). 30 000 persone si unirono alla squadra al suo rientro da Bordeaux, dove si era giocata la finale, e la città di Tolone fece festa per alcuni giorni.
Il Tolone rimase uno dei principali club francesi, ma perse  ben 4 finali in oltre 35 anni (1948, 1968, 1971 e 1985). La sconfitta patita nel 1985 oltre il tempo regolamentare ad opera dello Stade toulousain lasciò molti rimpianti nella squadra e anche l'aver giocato nella più spettacolare finale di sempre (finì 36-22) non alleviò le sofferenze dovute alla sconfitta. I rossoneri dovetterò però aspettare solo altri due anni per mettere le loro mani sul Bouclier de Brennus grazie alla vittoria sul Racing Métro 92 al Parco dei Principi.
Per 8 anni il Tolone non fu molto vincente e si ritrovò in gravi condizioni economiche (10 milioni di franchi di debito) che portarono la Federazione Francese a declassarlo nella seconda divisione nel luglio del 2000. Fallirono l'occasione della promozione nel 2001 e rimasero nella Pro D2.
Un nuovo presidente, Mourad Boudjellal, promise però di creare una formazione fortissima per la promozione e anche per essere competitiva nel Top 14. Ingaggiò un grande numero di giocatori di prima scelta, tra cui  Gonzalo Quesada e Dan Luger, e scelse come allenatore Tana Umaga, ex capitano degli All Blacks. Il definitivo salto di qualità avvenne con l'ingaggio di Johnny Wilkinson.
La squadra raggiunse parzialmente gli obbiettivi prefissati, arrivando due volte in finale del Top 14, ma senza conseguire la vittoria finale. Ottenne invece il successo in tre edizioni consecutive della Heineken Cup, la massima competizione europea (2012-13, 2013-14 e 2014-15), grazie anche all'arrivo di campioni del calibro di Martín Castrogiovanni, riconosciuto come uno dei più forti piloni a livello europeo, Bryan Habana, fortissima ala sudafricana, Drew Mitchell, utility back australiano, e il campione del mondo Ali Williams, fortissima seconda linea All Blacks.

## Allenatori e presidenti
- 1908-1971  ...
- 1971-1973  Jo Fabre
- 1973-1974  Christian Carrere
- 1974-1976  Jean Louis Martin
- 1976-1977  Jo Fabre
- 1977-1979  Christian Seguin
- 1979-1983  André Herrero
- 1983-1991  Daniel Herrero
- 1991-1995  Jean-Claude Ballatore
- 1995-1996  Manu Diaz
- 1996-1997  Gilbert Doucet
- 1997-1998  Edmond Jorda
- :  Jean-Claude Ballatore
- 1998-1999  Serge Luca
- :  Manu Diaz
- 2000-2002  Manu Diaz
- 2002-2003  Philippe Sauton
- 2003-2006  Aubin Hueber
- :  Alain Teixidor
- 2006-2007  Gilbert Doucet
- : Tim Lane
- 2007-2009  Tana Umaga
- 2009-2011  Philippe Saint-André
- 2011-2016  Bernard Laporte
- 2016-2017  Diego Domínguez
- :  Mike Ford
- :  Richard Cockerill
- 2017-2018  Fabien Galthié
- 2018-2021 Patrice Collazo
- 2021-  Franck Azéma

- 1908-1915  Louis Gorlier
- 1919-1924  Dr Busquet
- 1924-1972  ...
- 1972-1982  Claude Beth
- 1982-1984  M. Messac
- 1984-1989  Roger Vigouroux
- 1989-1991  Victor Agostini
- 1991-1992  André Herrero
- 1992-1994  Patrick Rouard
- 1994-1996  Loris Pedri e  Jean-Louis Lagadec
- 1996-1997  Jean-Claude Ballatore
- 1997-1999  Roger Vigouroux
- 1999  André Véran
- 1999-2000  Jean-Claude Meiffret
- 2000  Jean-Luc Bertrand
- 2000-2003  Jérôme Gallion
- 2003-2006  Éric Champ
- 2006-2007  Mourad Boudjellal e  Stéphane Lelièvre
- 2007-2020  Mourad Boudjellal
- 2020-	 Bernard Lemaître

## Palmarès
- Campionati francesi: 4
1930-31, 1986-87, 1991-92, 2013-14
- Coppe di Francia: 2
1934-35, 1969-70
- Champions Cup: 3
2012-13, 2013-14, 2014-15
- Challenge Cup: 1
2022-23